# 四川沿阶草
四川沿阶草（学名：Ophiopogon szechuanensis）为百合科沿阶草属下的一个种。其种加词“szechuanensis”意为“四川的”。